# 愛卡
愛卡，出生於香港，現從事視覺藝術，作品以繪畫為主，亦有以刺繡方式表達的作品。

## 經歷
- 插畫作品曾先後於日本＜more or less＞雜誌、＜士多＞雜誌及＜Jet＞月刊刊登。
- 2005年經香港著名畫家阿虫創辦的傳達出版有限公司，出版兩本插畫故事書[2]。
- 寫過王文娟主演的越劇電影紅樓夢的短評。
- 文章見於關鍵評論網、雲閲讀、文學雜誌虛詞·無詞、gooclass和本土文集。
- 2019年代表香港參加Unknown Asia藝術交流活動，受到國際美術雜誌美術手帖訪問。

## 獎項
- World Illustration Awards 2017 by The Association Of Illustrators 入選作品《Fantasy of the Red Chamber》[3]
- 香港文學季徵文比賽2017 小說組亞軍
- 入選亞洲插畫年度大獎2018
- Hiii Illustration 2017 International Competition 優異獎
- 青年文學獎 2018 小説高級組 優異
- 香港特別行政區政府獎學基金 - 才藝發展獎學金 2019
- 香港特別行政區政府獎學基金 - 外展體驗獎 2020

## 著作
- 《飄遙不可寄：飄遙之事（Breeze Can't Bring - The Tale of Breeze）》傳達出版有限公司，香港 (2005) ISBN 978-988-98005-9-8
- 《飄遙不可寄：前傳（Breeze Can't Bring: The Tale Before Breeze）》傳達出版有限公司，香港 (2005) ISBN 978-988-98005-0-5

## 展覽
- 2005年5月 One Fine Day“Oychir the detective, mysteries of wonderland revealed”
- 2005年10月2-22日 書得起「《飄遙不可寄》原稿展（“Breeze Can't Bring”Original Drawings Exhibition ）」
- 2012年3月 Hong Kong ArtWalk
- 2012年12月7日-1月6日 Gallery Livi 「DrIftIng 手繪風向 - solo exhibition by Oychir」
- 2013年6月6日 - 8月8日 台灣 cher cher vintage shop "收藏回憶 Memorial Delight"
- 2016年7月29日 - 9月9日 Tea Saloon by AnotherFineDay 個人畫展《幻夢紅樓》及推出《紅樓夢》主題下午茶
- 2017年7月31日-8月28日 英國倫敦薩默塞特宮 World Illustration Awards 聯展
- 2017年12月16日-2018年3月4日 台北 2018亞洲插畫年度大獎特展 （並於2017年12月31日舉辦簽名會）

## 參與演出
- 2014年8月4日 及 2014年8月13日 香港大會堂 Music Lab 季度壓軸《來自香港的人》－ 視覺藝術家[4][5]
- 2018年8月6日 香港藝穗會 《兔仔的圖象琴譜 Rabbitbbit’s Music Book》熊韋皓鋼琴獨奏，配藝術錄像
- 2019年4月6日 香港聖公會諸聖座堂 兒童節特備節目《兔仔的圖象琴譜 Rabbitbbit’s Music Book》熊韋皓鋼琴獨奏，配藝術錄像